# (85627) 1998 HP151
(85627) 1998 HP151 — транснептуновый объект класса кьюбивано. Перигелий объекта расположен на 40,297 а. е., а афелий на 48,306 а. е. Его диаметр оценён в 146 км. Он был открыт 28 апреля 1998 года в обсерватории Мауна-Кеа, Гавайи.